# Federation Cup (Bangladesch)
Der Federation Cup ist ein nationaler Fußballwettbewerb in Bangladesch. Der Pokalwettbewerb wird seit 1980 ausgetragen. Rekordhalter ist mit elf Titeln Abahani Ltd. Dhaka. Organisiert wird der Wettbewerb von der Bangladesh Football Federation. Der Gewinner des Finales qualifiziert sich für Qualifikationsspiele zum AFC Cup.

## Sieger nach Jahr
| Saison  | Sieger                               | Finalist                                | Ergebnis                     |
| ------- | ------------------------------------ | --------------------------------------- | ---------------------------- |
| 1980    | Mohammedan SC & Brothers Union       | Mohammedan SC & Brothers Union          | 0:0                          |
| 1981    | Mohammedan SC                        | Abahani Krira Chakra                    | 2:0                          |
| 1982    | Abahani Krira Chakra & Mohammedan SC | Abahani Krira Chakra & Mohammedan SC    | 0:0                          |
| 1983    | Mohammedan SC                        | Abahani Krira Chakra                    | 2:0                          |
| 1984    | Mohammedan SC & Abahani Krira Chakra | (Spiel wurde wegen Unruhen abgebrochen) | 0:0 (Spielstand vor Abbruch) |
| 1985    | Abahani Krira Chakra                 | Brothers Union                          | 1:0                          |
| 1986    | Abahani Krira Chakra                 | Brothers Union                          | 2:1                          |
| 1987    | Mohammedan SC                        | Dhaka Wanderers Club                    | 1:0                          |
| 1988    | Abahani Krira Chakra                 | Mohammedan SC                           | 1-0                          |
| 1989    | Mohammedan SC                        | Abahani Ltd. Dhaka                      | 2:1 (n. V.)                  |
| 1991    | Brothers Union                       | Mohammedan SC                           | 0:0 (n. V.) 4:2 (n. E.)      |
| 1994    | Muktijoddha Sangsad KC               | Abahani Ltd. Dhaka                      | 3:2                          |
| 1995    | Mohammedan SC                        | Abahani Ltd. Dhaka                      | 0:0 (n. V.) 6:5 (n. E.)      |
| 1997    | Abahani Ltd. Dhaka                   | Arambagh KS                             | 2:1                          |
| 1999    | Abahani Ltd. Dhaka                   | Muktijoddha Sangsad KC                  | 0:0 (n. V.) 5:3 (n. E.)      |
| 2000    | Abahani Ltd. Dhaka                   | Mohammedan SC                           | 2:1                          |
| 2001    | Muktijoddha Sangsad KC               | Arambagh KS                             | 3:0                          |
| 2002    | Mohammedan SC                        | Muktijoddha Sangsad KC                  | 2:0                          |
| 2003    | Muktijoddha Sangsad KC               | Mohammedan SC                           | 2:1 (n. V.)                  |
| 2005    | Brothers Union                       | Muktijoddha Sangsad KC                  | 1:0                          |
| 2008    | Mohammedan SC                        | Abahani Ltd. Dhaka                      | 1:1 (n. V.) 3:2 (n. E.)      |
| 2009    | Mohammedan SC                        | Abahani Ltd. Dhaka                      | 0:0 (n. V.) 4:1 (n. E.)      |
| 2010    | Abahani Ltd. Dhaka                   | Sheikh Jamal Dhanmondi Club             | 5:3 (n. V.)                  |
| 2011/12 | Sheikh Jamal Dhanmondi Club          | Team BJMC                               | 3:1                          |
| 2012    | Sheikh Russel KC                     | Sheikh Jamal Dhanmondi Club             | 2:1 (n. V.)                  |
| 2013    | Sheikh Jamal Dhanmondi Club          | Muktijoddha Sangsad KC                  | 1:0                          |
| 2015    | Sheikh Jamal Dhanmondi Club          | Muktijoddha Sangsad KC                  | 6:4 (n. V.)                  |
| 2016    | Abahani Ltd. Dhaka                   | Arambagh KS                             | 1:0                          |
| 2017    | Abahani Ltd. Dhaka                   | Chittagong Abahani Limited              | 3:1                          |
| 2018    | Abahani Ltd. Dhaka                   | Bashundhara Kings                       | 3:1                          |
| 2019/20 | Bashundhara Kings                    | Rahmatganj MFS                          | 2:1                          |
| 2020/21 | Bashundhara Kings                    | Saif Sporting Club                      | 1:0                          |
| 2021/22 | Abahani Ltd. Dhaka                   | Rahmatganj MFS                          | 2:1                          |
| 2022/23 | Mohammedan SC                        | Abahani Ltd. Dhaka                      | 4:4 (n. V.) 4:2 (n. E.)      |
| 2023/24 | Bashundhara Kings                    | Mohammedan SC                           | 2:1 (n. V.)                  |

In den Jahren 1990, 1992, 1993, 1996, 1998, 2004, 2006, 2007 and 2014 wurde kein Wettbewerb ausgetragen.

## Rangliste
| Mannschaft                  | Sieger | 2. Platz | Saison Sieger                                                             | Saison 2. Platz                                   |
| --------------------------- | ------ | -------- | ------------------------------------------------------------------------- | ------------------------------------------------- |
| Abahani Ltd. Dhaka          | 12     | 8        | 1982, 1985, 1986, 1988, 1997, 1999, 2000, 2010, 2016, 2017, 2018, 2021/22 | 1981, 1983, 1989, 1994, 1995, 2008, 2009, 2022/23 |
| Mohammedan SC               | 11     | 5        | 1980, 1981, 1982, 1983, 1987, 1989, 1995, 2002, 2008, 2009, 2022/23       | 1988, 1991, 2000, 2003, 2023/24                   |
| Muktijoddha Sangsad KC      | 3      | 5        | 1994, 2001, 2003                                                          | 1999, 2002, 2005, 2013, 2015                      |
| Brothers Union              | 3      | 2        | 1980, 1991, 2005                                                          | 1985, 1986                                        |
| Sheikh Jamal Dhanmondi Club | 3      | 2        | 2011/12, 2013, 2015                                                       | 2010, 2012                                        |
| Bashundhara Kings           | 3      | 1        | 2019/20, 2020/21, 2023/24                                                 | 2018                                              |
| Sheikh Russel KC            | 1      | 0        | 2012                                                                      |                                                   |
| Arambagh KS                 | 0      | 3        |                                                                           | 1997, 2001, 2016                                  |
| Rahmatganj MFS              | 0      | 2        |                                                                           | 2019/20, 2021/22                                  |
| Dhaka Wanderers Club        | 0      | 1        |                                                                           | 1987                                              |
| Team BJMC                   | 0      | 1        |                                                                           | 2011/12                                           |
| Chittagong Abahani Limited  | 0      | 1        |                                                                           | 2017                                              |
| Saif Sporting Club          | 0      | 1        |                                                                           | 2020/21                                           |

## Beste Torschützen seit 2009
| Saison  | Spieler                                                              | Verein                                                                | Tore |
| ------- | -------------------------------------------------------------------- | --------------------------------------------------------------------- | ---- |
| 2009    | Bukola Alamu                                                         | Mohammedan SC                                                         | 8    |
| 2010    | James Moga                                                           | Muktijoddha Sangsad KC                                                | 7    |
| 2011/12 | Assogba Allen Abdul Rasheed Ajagun Ernest Emako-Siankam Lucky Divine | Sheikh Jamal Dhanmondi Club Team BJMC Sheikh Russel KC Rahmatganj MFS | 4    |
| 2012    | Jahid Hasan Ameli                                                    | Sheikh Russel KC                                                      | 7    |
| 2013    | Sony Norde                                                           | Sheikh Jamal Dhanmondi Club                                           | 7    |
| 2015    | Wedson Anselme                                                       | Sheikh Jamal Dhanmondi Club                                           | 6    |
| 2016    | Kester Akon                                                          | Arambagh KS                                                           | 4    |
| 2017    | Emeka Darlington                                                     | Abahani Ltd. Dhaka                                                    | 3    |
| 2018    | Sunday Chizoba                                                       | Abahani Ltd. Dhaka                                                    | 6    |
| 2019/20 | Sidney Rivera                                                        | Bangladesh Police FC                                                  | 4    |
| 2020/21 | Raúl Becerra Kenneth Ikechukwu                                       | Bashundhara Kings Saif Sporting Club                                  | 5    |
| 2021/22 | Dorielton Gomes Philip Adjah                                         | Abahani Ltd. Dhaka Rahmatganj MFS                                     | 4    |

## Sponsoren des Federation Cup
| von–bis   | Sponsor             |
| --------- | ------------------- |
| 1980–1988 | kein Sponsor        |
| 1989      | Coca-Cola           |
| 1991–1994 | kein Sponsor        |
| 1995      | Beximco             |
| 1997      | kein Sponsor        |
| 1999      | Pedrolo Pump        |
| 2000      | kein Sponsor        |
| 2001      | Nitol Group         |
| 2002      | Muktijoddha Sangsad |
| 2003–2005 | Kohinoor Chemical   |
| 2008–2009 | Citycell            |
| 2010–2012 | Grameenphone        |
| 2013–2018 | Walton Group        |
| 2019–20   | TVS Motor Company   |